# Cassiopée (mythologie)
Pour les articles homonymes, voir Cassiopée.
Dans la mythologie grecque, Cassiopée (en grec ancien Κασσιόπεια / Kassiópeia), est l'épouse de Céphée, roi d'Éthiopie. Elle est notamment connue par la légende de Persée.

## Mythes

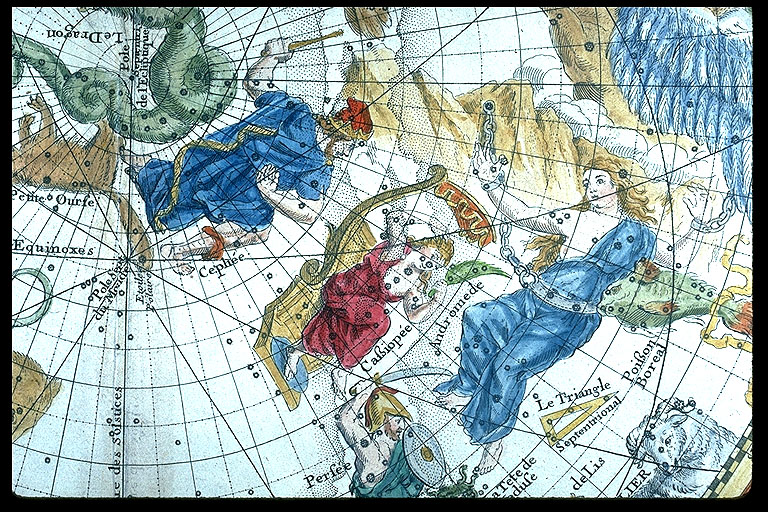
Représentation de Cassiopée sur le planisphère de La Hire (1705).

Elle prétendit un jour qu'elle-même ou que sa fille Andromède était plus belle que les Néréides, nymphes de la mer, elles aussi d'une très grande beauté.
Outrées par cette insolence, les nymphes demandèrent à Poséidon, dieu de la mer, de les venger de cette insulte. En colère, le dieu envoya un énorme monstre marin, nommé Cétus, ravager les côtes d'Éthiopie. Les tempêtes furent si violentes que, paniqué, Céphée alla demander conseil auprès de l'oracle d'Ammon de Libye. La cause du malheur provenant de la beauté d'Andromède, l'oracle dit à Céphée que la seule façon de sauver son royaume était de sacrifier sa fille Andromède au monstre,. Dans la douleur, Andromède fut attachée à un rocher du rivage et donnée en pâture au dragon.
Venant d'arracher à Céphée la promesse de lui donner la main de sa fille Andromède en échange de sa libération, Persée surgit sur le dos de son cheval ailé, Pégase, ayant dans sa besace la tête d'une des Gorgones, Méduse, fruit de son combat précédent. Des amphores corinthiennes du VIe siècle av. J.-C. montrent Persée tenant Andromède par la main et repoussant le monstre marin à coups de pierre. Chez Ovide et les peintres sur vase postérieurs, Persée le tue à coup d'épée. Le recours à la tête de Méduse pour pétrifier le monstre n'apparaît pas avant Lucien de Samosate (IIe siècle apr. J.-C.). Plutôt que de lancer contre le monstre d'inefficaces javelots et ainsi risquer de se faire dévorer, Persée se contenta d'agiter la tête de la Méduse devant le dragon, qui se transforma aussitôt en statue de pierre.

## Nom des constellations
Pour se souvenir qu'il n'est jamais bon de se vanter, les dieux décidèrent de nommer des constellations en l'honneur des protagonistes : Andromède, Persée, Céphée, Cetus et enfin Cassiopée. Mais, pour punir l'orgueil de la reine Cassiopée, ils décidèrent de la condamner à tourner autour du Pôle, tête en bas. Cette dernière est aujourd'hui l'une des constellations les plus remarquables de la Voie lactée : elle a la forme de la lettre W et on l'imagine assise sur une chaise. 